# Piñata (Freddie Gibbs e Madlib)
Piñata è il primo album collaborativo tra il rapper statunitense Freddie Gibbs e il rapper e produttore hip hop connazionale Madlib, pubblicato nel 2014.
Su AnyDecentMusic? ottiene 77/100, mentre su Metacritic 82/100, voto basato su 19 recensioni.
L'album è incluso in diverse liste dei migliori dischi dell'anno, tra cui quelle di Billboard, Complex, Consequence, Pitchfork, Rolling Stone, Spin e Vibe.
| Recensione      | Giudizio |
| --------------- | -------- |
| AllMusic        | [ 1 ]    |
| The A.V. Club   | B+       |
| Consequence     | B+       |
| Pitchfork       | [ 13 ]   |
| Stylus Magazine | [ 14 ]   |
| HipHopDX        | [ 15 ]   |
| The Guardian    | [ 16 ]   |
| NME             | [ 17 ]   |
| Rolling Stone   | [ 18 ]   |
| Spin            | [ 19 ]   |

## Tracce
Musiche di Madlib.
1. Supplier – 0:48 (testo: Otis Jackson)
2. Scarface – 2:06 (testo: Fredrick Tipton, Jackson)
3. Deeper – 3:19 (testo: Tipton, Jackson, Curtis McCormick)
4. High (featuring Danny Brown) – 2:57 (testo: Tipton, Jackson, Daniel Sewell)
5. Harold's – 2:49 (testo: Tipton, Jackson)
6. Bomb (featuring Raekwon) – 3:43 (testo: Tipton, Jackson, Corey Woods)
7. Shitsville – 3:31 (testo: Tipton, Jackson)
8. Thuggin' – 3:46 (testo: Tipton, Jackson, Joachim Sherylee)
9. Real – 3:34 (testo: Tipton, Jackson)
10. Uno – 2:47 (testo: Tipton, Jackson)
11. Robes (featuring Domo Genesis & Earl Sweatshirt) – 5:04 (testo: Tipton, Jackson, Domonique Cole, Thebe Kgositsile)
12. Broken (featuring Scarface) – 4:08 (testo: Tipton, Jackson, Brad Jordan)
13. Lakers (featuring Ab-Soul & Polyester the Saint) – 4:30 (testo: Tipton, Jackson, Herbert Stevens, Christopher Cleveland)
14. Knicks – 3:39 (testo: Tipton, Jackson)
15. Shame (featuring BJ the Chicago Kid) – 3:03 (testo: Tipton, Jackson, Bryan Sledge)
16. Watts (featuring Big Time Watts) – 1:55 (testo: Jackson, G. Watts)
17. Piñata (featuring Domo Genesis, G-Wiz, Casey Veggies, Sulaiman, Meechy Darko & Mac Miller) – 8:33 (testo: Tipton, Jackson, Cole, Glenn Browder, Casey Jones, S. Shabazz, Dimitri Simms, Malcolm McCormick)

Tracce bonus nell'edizione deluxe da Best Buy
1. Deep – 2:03 (testo: Tipton, Jackson)
2. Cold on the Blvd. – 1:19 (testo: Jackson)
3. Terrorist – 1:12 (testo: Tipton, Jackson)
4. The Morning After – 2:52 (testo: Tipton, Jackson)

## Classifiche

### Classifiche settimanali
| Classifica (2014)         | Posizione massima |
| ------------------------- | ----------------- |
| Regno Unito               | 142               |
| UK R&B                    | 16                |
| Stati Uniti               | 39                |
| US Digital Albums         | 22                |
| US Independent Albums     | 6                 |
| US Tastemaker Albums      | 7                 |
| US Top Rap Albums         | 7                 |
| US Top R&B/Hip-Hop Albums | 11                |
| US Vinyl Albums           | 9                 |

### Classifiche di fine anno
| Classifica (2014)         | Posizione massima |
| ------------------------- | ----------------- |
| US Top R&B/Hip-Hop Albums | 95                |